# Margival
Margival ist eine französische Gemeinde mit 369 Einwohnern (Stand: 1. Januar 2022) im Département Aisne in der Region Hauts-de-France (frühere Region: Picardie). Sie gehört zum Arrondissement Soissons, zum Kanton Fère-en-Tardenois und zum Gemeindeverband Val de l’Aisne. Die Gemeinde ist Trägerin der Auszeichnung Croix de guerre 1914–1918.

## Geographie
Die Gemeinde Margival mit den Ortsteilen Montgarny, Le Moulin und Le Pont Rouge liegt zehn Kilometer nordöstlich von Soissons. Sie wird im Osten von der RN 2 berührt und hat einen Haltepunkt an der Bahnstrecke La Plaine–Hirson. Nachbargemeinden von Margival sind Neuville-sur-Margival im Norden, Laffaux und Nanteuil-la-Fosse im Osten, Vregny und Crouy im Süden sowie Vuillery und Terny-Sorny im Westen.

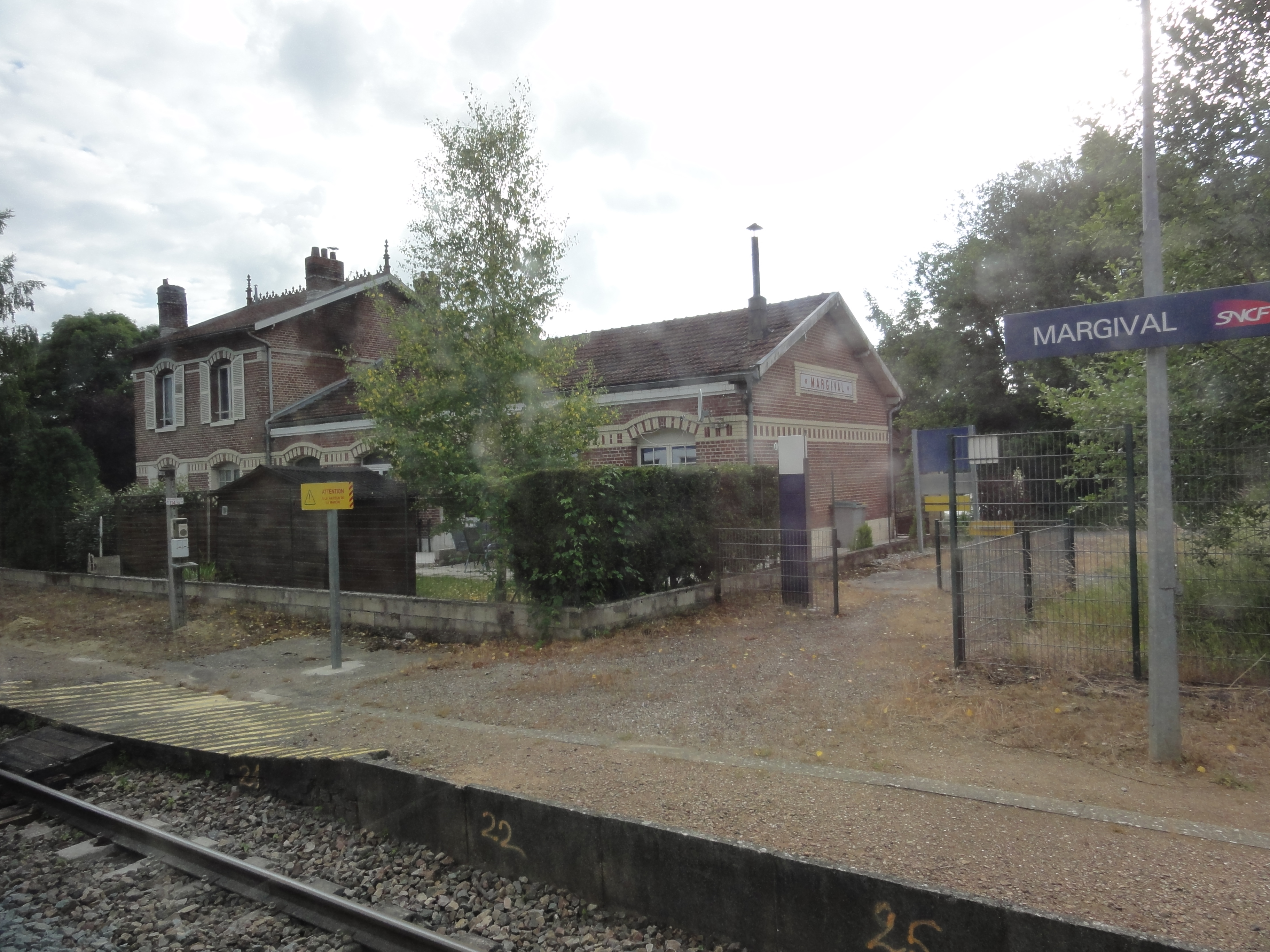
Ehemaliger Bahnhof

## Geschichte
Im Ersten Weltkrieg war der Ort Schauplatz von Kämpfen. Während des Zweiten Weltkriegs wurde im Wald der Nachbargemeinde Laffaux das Führerhauptquartier Wolfsschlucht 2 errichtet, das auch nach dem Krieg militärisch genutzt wurde. Hierfür wurden die Einwohner von Margival im Jahr 1944 abgesiedelt.

### Bevölkerungsentwicklung
| Jahr                       | 1962 | 1968 | 1975 | 1982 | 1990 | 1999 | 2006 | 2013 | 2022 |
| Einwohner                  | 296  | 258  | 264  | 321  | 321  | 325  | 323  | 369  | 369  |
| Quellen: Cassini und INSEE |      |      |      |      |      |      |      |      |      |

## Sehenswürdigkeiten
- Das 1920 im Zug des Wiederaufbaus nach dem Krieg im Stil der französischen Heimatschutzarchitektur errichtete Gehöft Ferme de Montgarny, 2002 als Monument historique eingetragen[1]
- Die nach dem Ersten Weltkrieg wieder aufgebaute Kirche Saint-Morand
- Die Bunker der Wolfsschlucht 2

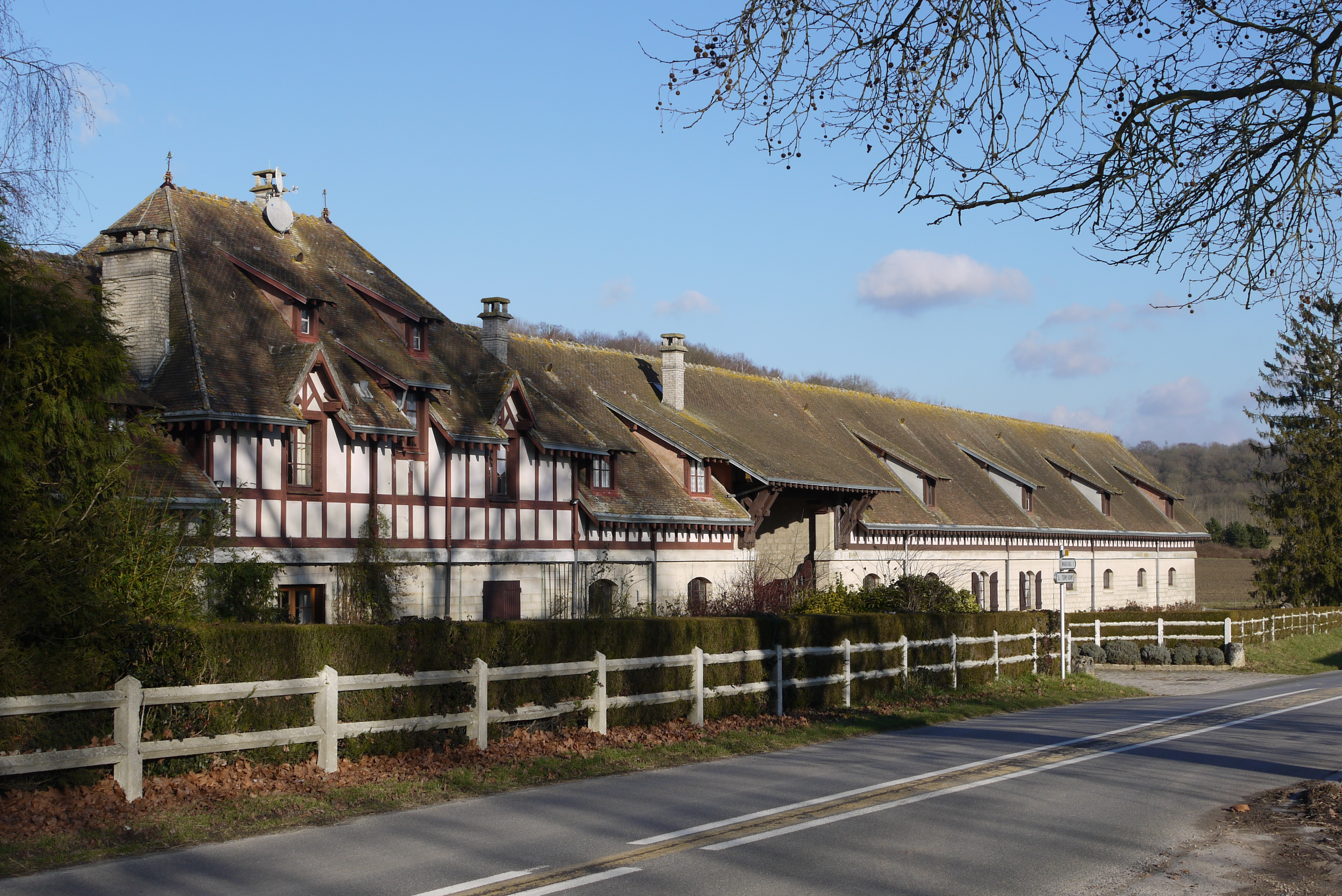
Ferme de Montgarny